# Björndammsdalen
Björndammsdalen, är ett parkområde mellan Landvettervägen och södra Sävedalen i Partille kommun. Det ligger i anslutning till Finngösaravinen och har länge varit föremål för intresse från Svenska Naturskyddsföreningen. En lokal intressegrupp finns bildad, för områdets bevarande.